# Miramar (Florida)
Miramar város az Amerikai Egyesült Államok Florida államában, Broward megyében. Lakosainak száma 134 721 fő (2020. április 1.).

## Népesség
A település népességének változása:
| Lakosok száma | 122 041 | 128 729 | 134 721 |
|               | 2010    | 2012    | 2020    |